# Heath Cemetery
Heath Cemetery is een Britse militaire begraafplaats met gesneuvelden uit de Eerste Wereldoorlog, gelegen in de Franse gemeente Harbonnières (Somme). De begraafplaats werd ontworpen door  Reginald Blomfield en ligt langs de weg van Amiens naar Saint-Quentin op 2.700 m ten noorden van het centrum  van Harbonnières (Eglise Saint-Martin) vlak bij de gemeentegrens. 
Het terrein heeft een rechthoekig grondplan met een oppervlakte van 5.543 m² en wordt omgeven door een bakstenen muur. Het Cross of Sacrifice staat centraal bij de oostelijke muur met er vlak voor de Stone of Remembrance. In dezelfde aslijn, maar aan de tegenoverliggende zijde, staat een open schuilgebouw met rondboog openingen en ronde zuilen onder een dak dat geïnspireerd is op de pagodedaken in oost-azie. Vanaf de toegang voert een pad geflankeerd door linden naar dit schuilgebouw. De toegang is open met in het midden een paaltje dat door kettingen verbonden is met de muur.
Er liggen 1.852 doden begraven waaronder 369 niet geïdentificeerde.
De begraafplaats wordt onderhouden door de Commonwealth War Graves Commission. 

## Geschiedenis
In de zomer van 1916 werd Harbonnières door Franse troepen ingenomen maar op 27 april 1918 tijdens het lenteoffensief door de Duitsers heroverd. Op 8 augustus 1918 werd het dorp door het Australian Corps definitief bevrijd. De begraafplaats werd na de wapenstilstand aangelegd naast een Franse militaire begraafplaats die later werd verwijderd. Heath Cemetery werd zo genoemd wegens haar ligging in de uitgestrekte open ruimte. De graven die hier werden binnengebracht waren afkomstig van de slagvelden tussen Bray-sur-Somme en Harbonnières en andere begraafplaatsen in de omgeving waaronder: Bayonvillers British Cemetery (49 graven), een Franse militaire begraafplaats in het zuiden van het dorp (1 graf), een Duitse begraafplaats vlak bij de kerk (25 graven), Cerisy-Gailly Communal Cemetery French Extension (3 graven), Clump Trench Cemetery in Rosières-en-Santerre (23 graven), Copse Corner Cemetery in Vauvillers (23 graven), Davenescourt Churchyard (5 graven), Etinehem French Military Cemetery (17 graven), Framerville British Cemetery (26 graven) en de Franse militaire begraafplaats in Framerville-Rainecourt (2 graven), Harbonnieres Communal Cemetery Extension (63 graven), Lone Farm (of Lone House) Cemetery in Harbonnières (44 graven), Louvrechy French Military Cemetery (2 graven), Memorial Cemetery in Vauvillers (19 graven), Mericourt-sur-Somme Communal Cemetery (1 graf), Merignolles British Cemetery in Proyart (21 graven), Morcourt Communal Cemetery (3 graven), in de Extension (8 graven) en in de German Extension (2 graven), Proyart Communal Cemetery Extension (67 graven), Ridgeway Cemetery in Lihons (23 graven), Sailly-Laurette Military Cemetery (40 graven) en Vermandovillers German Cemetery (1 graf). De meeste slachtoffers vielen tussen maart en augustus 1918.
Onder de geïdentificeerde doden zijn er 902 Australiërs, 580 Britten, 7 Canadezen en 3 Nieuw-Zeelanders. 
Voor 26 slachtoffers werden Special Memorials  opgericht, omdat hun graven niet meer gelokaliseerd konden worden. Men neemt aan dat deze slachtoffers zich onder naamloze grafzerken bevinden. Eenentwintig slachtoffers die oorspronkelijk in andere begraafplaatsen begraven waren, worden herdacht met een Duhallow Block  omdat hun graven door oorlogsgeweld werden vernietigd.

## Graven

### Onderscheiden militairen
- luitenant Alfred Edward Gaby en soldaat Robert Matthew Beatham, beide van de Australian Infantry, A.I.F. werden onderscheiden met het Victoria Cross (VC).
- John Alexander Milne, luitenant-kolonel bij de Australian Infantry, A.I.F.; Eric Winfield Connelly, majoor bij de Australian Division en Percy Gilchrist Towl, kapitein bij de Australian Infantry, A.I.F. werden onderscheiden met de Distinguished Service Order (DSO).
- Eric Guy Brookes, kapitein bij de Royal Air Force werd onderscheiden met het Distinguished Flying Cross (DFC).
- W.R. Rogers, onderluitenant bij de Australian Infantry, A.I.F. werd onderscheiden met de Distinguished Conduct Medal en tweemaal met de Military Medal (DCM, MM and Bar).
- James Caddy, onderluitenant bij de Australian Infantry, A.I.F. werd onderscheiden met de Distinguished Conduct Medal en de Military Medal (DCM, MM).
- luitenant Harold Collins; de compagnie sergeant-majoors H. Hole en Joseph Meek; de sergeanten J.R. Miles, George Thomas Piper, George Evan Thomas, John Thomas Swain en H.J. Bull; de korporaals William August Nelson, Francis Middleton Shaw, Thomas Bernard Sullivan en William Cecil Williams en de soldaten John T.R.T. Cheverton en William Leahey werden onderscheiden met de Distinguished Conduct Medal (DCM).
- Thomas William Gaston, onderluitenant bij de  Australian Infantry, A.I.F. en Thomas William Young, soldaat bij de Royal Fusiliers werden onderscheiden met de Meritorious Service Medal (MSM).
- Harold Edward Pope, kapitein bij de Royal Garrison Artillery en Cecil Arthur Auchterlonie, luitenant bij de Australian Infantry, A.I.F. werden tweemaal onderscheiden met het Military Cross (MC and Bar).
- majoor Richard Thellusson Carter en kapitein James Barton, beide van de Royal Garrison Artillery; de luitenants George Arthur Lamerton en Norman John Madden, beide van de Australian Infantry; luitenant Edward John Bice van het Australian Flying Corps; kapitein Michael Edward Gonne van de Royal Air Force; luitenant J. Jordan van de 5th Dragoon Guards (Princess Charlotte of Wales's); regiment sergeant-majoor Patrick McEvoy werden onderscheiden met het Military Cross (MC).
- de onderluitenants W.C.S. Warr en Albert William Webb, compagnie sergeant-majoor A. Cook, de sergeanten Frank Davis, C. Dawson, H. Long, J. Mc Nulty en H.A. Morris, korporaal E.J. Swanborrough, kanonnier C. Lailey en soldaat E. Salisbury werden onderscheiden met de Distinguished Conduct Medal (DCM).
- er zijn nog 61 militairen die de Military Medal] ontvingen waarbij sergeant Charles Allan Williams driemaal (MM and 2 Bars) en korporaal George Albert Edward Gilbert tweemaal (MM and Bar).

### Minderjarige militairen
- de soldaten William Thomas Nuth en Roy Clarence Lucas, beide van de Australian Infantry, A.I.F. waren 17 jaar toen ze respectievelijk op 8 en 12 augustus 1918 sneuvelden.

### Aliassen
Volgende militairen dienden onder een alias:
- luitenant-kolonel Ernest Knox-Knight als Ernest Knox Knight bij de Australian Infantry, A.I.F..
- sergeant Arthur Edwin Hawkey als Arthur Webb bij de Australian Infantry, A.I.F.
- geleider Charles Montignani als C. Walker bij de Australian Infantry, A.I.F..
- kanonnier Francis Greppo als F. Greville bij de Australian Field Artillery.
- soldaat George Wilson als G. Cheadle bij de Australian Infantry, A.I.F..
- soldaat George Forester Ball als Harold Francis Melville bij de Australian Infantry, A.I.F..
- soldaat Sylvester Sullivan als D. Wills bij de Australian Infantry, A.I.F..
- soldaat Alfred Walter Elmore Williamson als Alexander Walter Gray  Australian Infantry, A.I.F..

### Trivia
- soldaat Robert Matthew Beatham, drager van het Victoria Cross had drie broers (John Wilfred, Frederick William en I.A. Beatham) die eveneens in deze oorlog omkwamen. Zijn liggen op verschillende plaatsen begraven.